# École de l'histoire des religions
L'École de l'histoire des religions (Religionsgeschichtliche Schule en allemand) regroupe des théologiens protestants allemands ayant exercé à l'Université de Göttingen dans les années 1890.

## Le groupe
Le groupe comprenait Bernhard Duhm (1873), Albert Eichhorn (1886), Hermann Gunkel (1888), Johannes Weiss (1888), Wilhelm Bousset (1890), Alfred Rahlfs (1891), Ernst Troeltsch (1891), William Wrede (1891), Heinrich Hackmann (de) (1893) et plus tard Rudolf Otto (1898), Hugo Gressmann (1902) et Wilhelm Heitmüller (1902). Proches de cette école sont Carl Mirbt (1888), Carl Clemen (de) (1892), Heinrich Weinel (de) (1899) et dans les dernières années Paul Wernle (de) (1897).